# میاری تاهزا
میاری تاهزا (به لاتین: Miary Taheza) یک منطقهٔ مسکونی در ماداگاسکار است که در ساکارا واقع شده‌است. میاری تاهزا ۱۰٬۰۰۰ نفر جمعیت دارد و ۴۰۱ متر بالاتر از سطح دریا واقع شده‌است.